# 梁景行
梁景行，字宗烈，廣東顺德人，是一名明朝政治人物。

## 生平
父梁文冠是白沙先生陳獻章门下弟子，景行亦從白沙学勿忘勿助之旨，登弘治二年（1489年）己酉科廣東鄉試舉人，与陳獻章一同北上，入國子監，为李東陽题《百鳥圖》，一座稱善。
梁景行曾于1514年接替吴华任崇明县知县一职，1520年由刘旷接任。改任晋江知县，未赴任，丁内艰，服除，不起。經吳廷舉、张鼎等人举荐，起补镇江府同知，遷壽王府長史，不赴任歸鄉。著有《壺山集》十卷。卒祀乡贤。
弟梁景孚，字宗正，亦善作诗，兄弟俩诗歌唱和甚多。